# 万卡约体育
万卡约体育，秘鲁胡宁大区万卡约市的一个足球俱乐部。该队成立于2007年，现在参加秘鲁足球甲级联赛。

## 荣誉

### 国内
- 秘鲁盃: 1

冠军(1): 2008